# 10226 Seishika
10226 Seishika este un asteroid din centura principală de asteroizi.

## Descriere
10226 Seishika este un asteroid din centura principală de asteroizi. A fost descoperit pe 8 noiembrie 1997 la Ōizumi de Takao Kobayashi. El prezintă o orbită caracterizată de o semiaxă mare de 2,49 ua, o excentricitate de 0,13 și o înclinație de 6,1° în raport cu ecliptica.